# (RE)PLAY
「(RE)PLAY」（リプレイ）は、日本の歌手、三浦大知の楽曲。三浦の20枚目のシングルとして2016年11月23日にSONIC GROOVEから発売された。

## 概要
通算20thシングルとして、2016年11月23日に発売された。
発売当日はラゾーナ川崎で技量のあるキッズダンサーとコラボしたリリースイベントが行われ、5,000人の観客を集めた。
世界最大の1on1ブレイクダンスの世界大会Red Bull BC One World Final 2016 テーマソングのオファーを快諾し作り上げた。
2016年11月3日に先駆けてMVが公開され、11月27日には100万回再生を突破。のちにカップリング曲のLook what you didのCHOREO VIDEOも公開された。
CD、CD+DVD（MUSIC VIDEO盤）、CD+DVD（CHOREO VIDEO盤）の3形態リリース。

## 収録曲
| #         | タイトル              | 作詞              | 作曲                                               | 時間 |
| --------- | --------------------- | ----------------- | -------------------------------------------------- | ---- |
| 1.        | 「(RE)PLAY」          | Momo"Mocha"N.     | UTA 三浦大知                                       | 3:34 |
| 2.        | 「Look what you did」 | Momo"Mocha"N.     | UTA 三浦大知                                       | 3:18 |
| 3.        | 「Daydream」          | nobuchikaeri(RzC) | Dominique Rodriguez Richard Garcia Adrian McKinnon | 2:47 |
| 合計時間: | 合計時間:             | 合計時間:         | 合計時間:                                          | 9:39 |

| #  | タイトル                   | 作詞 | 作曲・編曲 |
| -- | -------------------------- | ---- | ---------- |
| 1. | 「(RE)PLAY -Music Video-」 |      |            |
| 2. | 「(RE)PLAY -Making-」      |      |            |

| #  | タイトル                             | 作詞 | 作曲・編曲 |
| -- | ------------------------------------ | ---- | ---------- |
| 1. | 「(RE)PLAY -Dance Edit Video-」      |      |            |
| 2. | 「Look what you did -Choreo Video-」 |      |            |
| 3. | 「Look what you did -Making-」       |      |            |

## 映像作品

### (RE)PLAY -Music Video-
概要
三浦大知本人以外に世界的ダンサー14名が出演している。三浦本人の意向を反映し、本人が登場しないパートや、ダンサーを前面で映し出して三浦は後方で踊る、曲の最後のシーンではダンサー全員がフリーでソロパフォーマンスを披露するなど、三浦大知がダンサーをリスペクトしている思いが強く表現された内容となっている。
監督
須永秀明
振付
三浦大知
ダンサー
PURI, Shingo Okamoto, S**t kingz  (kazuki, NOPPO, Oguri, shoji)
Guest Dancer & Choreographer (*in alphabetical order)
BBOY TAISUKE  - ブレイクダンサー
GO GO BROTHERS - ロックダンス兄弟ユニット
GUCCHON  (Co-thkoo,FAB5BOOGZ,SOF) -  POPPIN(ポッピン)ダンサー
Hilty & Bosch - ロックダンスユニット
Mr. Wiggles - ストリートダンサー
YNOT (ROCKSTEADY CREW)  - 世界一のブレイクダンスチーム「Rock Steady Crew」メンバー

### Look what you did -Choreo Video-
監督
須永秀明
振付
三浦大知
ダンサー
Shingo Okamoto, NOPPO, Oguri, shoji

## タイアップ
(RE)PLAY
Red Bull BC One World Final 2016 テーマソング

## 収録アルバム
| 曲名     | 収録アルバム | 発売日       | 備考                  |
| -------- | ------------ | ------------ | --------------------- |
| (RE)PLAY | 『HIT』      | 2015年9月2日 | 6thオリジナルアルバム |
| 同       | 『BEST』     | 2018年3月7日 | ベストアルバム        |

## カバー
- Eden[メンバー 1] & Trickstar[メンバー 2] - シングル『あんさんぶるスターズ!! COVER SONG SERIES vol.5』（2022年12月9日発売）に収録。

### ユニットメンバー
1. ↑  乱凪砂（諏訪部順一）、巴日和（花江夏樹）、七種茨（逢坂良太）、漣ジュン（内田雄馬）
2. ↑  氷鷹北斗（前野智昭）、明星スバル（柿原徹也）、遊木真（森久保祥太郎）、衣更真緒（梶裕貴）